# Richard Flanagan
Richard Miller Flanagan (Longford, 1961) è uno scrittore, sceneggiatore e regista australiano, vincitore del Man Booker Prize nel 2014 per La strada stretta verso il profondo Nord.

## Biografia
Richard Miller Flanagan è nato a Longford, in Tasmania, nel 1961. Abbandonata la scuola in giovane età, ritorna in seguito a studiare e si laurea all'università della Tasmania con un Bachelor's degree nel 1983. In seguito frequenta un Master in storia ad Oxford, al Worcester College, e, prima di dedicarsi alla scrittura, svolge i lavori più disparati, dalla guida fluviale (tema del suo esordio nella narrativa) all'imbianchino. Comincia il suo apprendistato (come esso stesso ama definirlo) nella saggistica trattando temi storico-politici della sua nazione e biografie come quella del noto truffatore australiano John Friedrich. In seguito, a partire dal 1994, esordisce come narratore con Gli ultimi minuti di vita di una guida fluviale al quale fa seguito una serie di acclamati romanzi che spingono alcuni critici a definirlo il più talentuoso romanziere della sua generazione. In particolare La strada stretta verso il profondo Nord, basato sull'esperienza del padre dell'autore come prigioniero di guerra durante la Seconda Guerra Mondiale, ottiene l'ambito riconoscimento del Booker Prize.

## Opere

### Opere tradotte in italiano
Opere pubblicate in italiano.
- Morte di una guida fluviale (Death of a River Guide, 1994), traduzione di Alessandra Emma Giagheddu, Gli ultimi minuti di vita di una guida fluviale, Frassinelli, Milano, 2005; Bompiani, Milano, 2015.
- Il suono della neve che cade (The Sound of One Hand Clapping, 1997), traduzione di Alessandra Emma Giagheddu, Frassinelli, Milano, 2011.
- La vita sommersa di Gould (Gould's Book of Fish, 2001), traduzione di Ettore Capriolo e Alessandra Emma Giagheddu, Frassinelli, Milano, 2003; Bompiani, Milano 2016.
- La donna sbagliata (The Unknown Terrorist, 2006), traduzione di Marcella Maffi, Frassinelli, Milano, 2010.
- Solo per desiderio (Wanting, 2008), traduzione di Alessandra Emma Giagheddu, Frassinelli, Milano,  2009; Bompiani, Milano, 2018.
- La strada stretta verso il profondo Nord (The Narrow Road to the Deep North, 2013), traduzione di Elena Malanga, Bompiani, Milano, 2015.
- Prima persona (First person, 2017), traduzione di Alessandro Mari, Bompiani, Milano, 2018.
- Il vivo mare dei sogni a occhi aperti (The Living Sea of Waking Dreams, 2020), traduzione di Piernicola d'Ortona e Maristella Notaristefano, Bompiani, Milano, 2022.

## Filmografia
- The Sound of One Hand Clapping (1998) come regista e sceneggiatore
- Australia (Australia, 2008) come co-sceneggiatore